# En kort en lang
Pour plus de détails, voir Fiche technique et Distribution.
En kort en lang est un film danois réalisé par Hella Joof, sorti en 2001, avec Mads Mikkelsen dans un des rôles principaux.

## Synopsis
Jørgen et Jacob forment un couple heureux. Un jour, Jacob demande à Jørgen de l'épouser, ce que ce dernier accepte. Mais Jacob tombe amoureux de Caroline, la femme du frère de Jørgen. Jacob est tiraillé entre Jørgen et Caroline, d'autant que cette dernière tombe enceinte de lui. 

## Fiche technique
- Titre : En kort en lang
- Titre anglais : Shake it all about
- Réalisation : Hella Joof
- Scénario : Hella Joof et Klaus Bondam sur une idée de Thomas Gammeltoft et Michael Christoffersen
- Musique : Povl Kristian
- Photographie : Eric Kress
- Montage : Anders Villadsen
- Production : Thomas Gammeltoft et Frank Hübner
- Société de production : Angel Films, ApolloMedia Distribution et TV2 Danmark
- Pays :  Danemark et  Allemagne
- Genre : Comédie dramatique, romance
- Durée : 98 minutes
- Dates de sortie : 
  -  Danemark : 16 novembre 2001

## Distribution
- Mads Mikkelsen : Jacob
- Troels Lyby : Jørgen
- Charlotte Munck : Caroline
- Jesper Lohmann : Tom, frère de Jørgen
- Oskar Walsøe : Oskar
- Peter Frödin : Frederik
- Nikolaj Steen : Mads
- Ditte Gråbøl : Inge
- Morten Kirkskov : Adrian
- Henning Jensen : Palle
- Pernille Højmark : Ellen
- Ellen Hillingsø : Anne
- Ghita Nørby : Bine
- Thomas Winding : Hans Henrik
- Klaus Bondam : pasteur
- Lærke Winther Andersen : Synne